# The End Is Near
The End is Near é o quinto e último álbum de estúdio da banda Five Iron Frenzy, lançado em 18 de junho de 2003.

## Faixas
1. "Cannonball" - 3:44
2. "At Least I'm Not Like All Those Other Old Guys" - 2:09
3. "So Far, So Bad" - 3:03
4. "New Years Eve" - 3:53
5. "American Kryptonite" - 3:15
6. "It Was Beautiful" - 2:47
7. "Wizard Needs Food, Badly" - 3:12
8. "Farewell to Arms" - 4:03
9. "See the Flames Begin to Crawl" - 3:16
10. "Anchors Away" - 3:32
11. "Something Like Laughter" - 3:13
12. "That's How the Story Ends" - 3:38
13. "On Distant Shores" - 5:17

| Críticas profissionais | Críticas profissionais |
| Avaliações da crítica  | Avaliações da crítica  |
| Fonte                  | Avaliação              |
| ---------------------- | ---------------------- |
| Jesus Freak Hideout    | [ 1 ]                  |
| Cross Rhythms          | [ 2 ] [ 3 ]            |